# Lijst van Dancesmashes in 1996
Deze hits waren Dancesmashes op Radio 538 in 1996:
| Nr. | Bekendgemaakt op | Artiest                                    | Titel                                                | Hoogste positie in Top 40 |
| --- | ---------------- | ------------------------------------------ | ---------------------------------------------------- | ------------------------- |
| 93  | 5 januari        | La Bouche                                  | I love to love                                       | 26                        |
| 94  | 12 januari       | Seven Grand Housing Authority              | Love's got me high                                   | tip20                     |
| 95  | 19 januari       | 740 Boyz                                   | Bump bump (Booty shake)                              | tip3                      |
| 96  | 26 januari       | Lipstick                                   | Queen of the rhythm                                  | tip2                      |
| 97  | 2 februari       | Robert Miles                               | Children                                             | 3                         |
| 98  | 9 februari       | Cappella                                   | I need your love                                     | 32                        |
| 99  | 16 februari      | Dune                                       | Rainbow to the stars                                 | 10                        |
| 100 | 23 februari      | Gusto                                      | Disco's revenge                                      | 25                        |
| 101 | 1 maart          | Alcatraz                                   | Giv me luv                                           | 36                        |
| 102 | 8 maart          | Zhi-Vago                                   | Celebrate (the Love)                                 | tip2                      |
| 103 | 15 maart         | 2Pac ft. Dr. Dre                           | California love                                      | 10                        |
| 104 | 22 maart         | Total Touch                                | Touch Me There                                       | 14                        |
| 105 | 29 maart         | Gat Decor                                  | Passion                                              | tip9                      |
| 106 | 5 april          | Music Instructor                           | Hymn                                                 | 15                        |
| 107 | 12 april         | T-Spoon                                    | Rockstar                                             | 24                        |
| 108 | 19 april         | Bette Midler                               | To deserve you                                       | 5                         |
| 109 | 26 april         | Deep Zone                                  | It's gonna be alright (DJ Guan's Mix)                | 20                        |
| 110 | 3 mei            | Tanya Louise                               | Deep in you                                          | tip6                      |
| 111 | 10 mei           | Kristine W                                 | One more try                                         | 17                        |
| 112 | 17 mei           | Full Intention                             | America (I love America)                             | Geen notering             |
| 113 | 24 mei           | Sensory Productions                        | Houseluck                                            | tip13                     |
| 114 | 31 mei           | DJ Jean & Peran                            | I give my life                                       | tip9                      |
| 115 | 7 juni           | Ladae                                      | Party 2 nite                                         | Geen notering             |
| 116 | 14 juni          | JX ft. Shèna                               | There's nothing I won't do                           | tip4                      |
| 117 | 21 juni          | MK                                         | Burning 1996                                         | Geen notering             |
| 118 | 28 juni          | Reel 2 Real                                | Jazz it up                                           | 30                        |
| 119 | 5 juli           | 4 Tune Fairytales                          | My little fantasy                                    | 17                        |
| 120 | 12 juli          | Todd Terry ft. Martha Wash & Jocelyn Brown | Keep on jumpin'                                      | tip2                      |
| 121 | 19 juli          | Nance                                      | Big brother is watching you                          | 10                        |
| 122 | 26 juli          | Body Heat                                  | Gonna make U feel                                    | Geen notering             |
| 123 | 2 augustus       | Michèle                                    | Do me baby                                           | tip5                      |
| 124 | 9 augustus       | Spymaster & Eric Nouhan                    | Spontaneous                                          | 24                        |
| 125 | 16 augustus      | The Course                                 | Ready or not                                         | 10                        |
| 126 | 23 augustus      | Hysteric Ego                               | Want love                                            | Geen notering             |
| 127 | 30 augustus      | Billie Ray Martin                          | Your loving arms                                     | 36                        |
| 128 | 6 september      | B.B.E.                                     | Seven days & one week                                | 3                         |
| 129 | 13 september     | Bubble Solution                            | Disco dasco                                          | tip10                     |
| 130 | 20 september     | Stretch & Vern present "Maddog"            | I'm alive                                            | 23                        |
| 131 | 27 september     | Tori Amos                                  | Professional widow (Armand's star trunk funkin' mix) | 29                        |
| 132 | 4 oktober        | Scooter                                    | I'm Raving                                           | tip2                      |
| 133 | 11 oktober       | Furia II                                   | I want you boy                                       | 36                        |
| 134 | 18 oktober       | Club Freaks                                | It must be love                                      | Geen notering             |
| 135 | 25 oktober       | George Morel ft. Heather Wildman           | Let's groove                                         | Geen notering             |
| 136 | 1 november       | H20 ft. Billie                             | Nobody's business                                    | Geen notering             |
| 137 | 8 november       | 4 Tune Fairytales                          | Take me 2 Wonderland                                 | tip2                      |
| 138 | 15 november      | Porn Kings                                 | Up to no good                                        | 36                        |
| 139 | 22 november      | Nomansland                                 | 7 seconds                                            | 31                        |
| 140 | 29 november      | Gala                                       | Freed from Desire                                    | 5                         |
| 141 | 6 december       | Kristine W                                 | Land of the living                                   | 35                        |
| 142 | 13 december      | Critical Mass                              | Happy generation                                     | 23                        |
| 143 | 20 december      | Grooveyard                                 | Mary go wild                                         | 12                        |
| -   | 27 december      | Geen Dancesmash gekozen.                   | Geen Dancesmash gekozen.                             | Geen Dancesmash gekozen.  |

1994 ·
1995 ·
1996 ·
1997 ·
1998 ·
1999 ·
2000 ·
2001 ·
2002 ·
2003 ·
2004 ·
2005 ·
2006 ·
2007 ·
2008 ·
2009 ·
2010 ·
2011 ·
2012 ·
2013 ·
2014 ·
2015 ·
2016 ·
2017 ·
2018 ·
2019 ·
2020 ·
2021 ·
2022 ·
2023 ·
2024 ·
2025